# Калверт Бич-Лонг Бич (Мериленд)
Калверт Бич-Лонг Бич (енгл. Calvert Beach-Long Beach) град је у америчкој савезној држави Мериленд.

## Демографија
По попису из 2000. године број становника је 2.487.
| Група             | 2000.         | 2010.    |
| Белци             | 2.230 (89,7%) | 0 (0,0%) |
| Афроамериканци    | 165 (6,6%)    | 0 (0,0%) |
| Азијати           | 17 (0,7%)     | 0 (0,0%) |
| Хиспаноамериканци | 42 (1,7%)     | 0 (0,0%) |
| Укупно            | 2.487         | 0        |